# Correctio filialis de haeresibus propagatis
La Correctio filialis de haeresibus propagatis (dal latino: "Correzione filiale sulla propagazione di eresie") è una petizione di firme dell'11 agosto 2017, inizialmente sottoscritta da 62 personalità del mondo cattolico che sostenevano che con l'esortazione apostolica Amoris laetitia papa Francesco avesse propagato l'eresia nella Chiesa. Il documento verteva su sette questioni teologiche che gli autori avevano individuato nell'enciclica del 29 marzo 2016 e in altre dichiarazioni correlate. Gli autori hanno reso pubblico il documento di venticinque pagine il 24 settembre 2017, dichiarando di non aver ricevuto alcuna risposta dalla Santa Sede.
Il 19 settembre 2016 la lettera era stata preceduta dai Dubia formulati dai cardinali Raymond Leo Burke, Carlo Caffarra, Walter Brandmüller e Joachim Meisner.

## Contenuto
Le correzioni riguardavano le seguenti dottrine e pratiche menzionate nell'Amoris laetitia:
- l'affermazione che la grazia divina non è sempre sufficiente perché la creatura umana, una volta giustificata, sia capace di rimanere libera e immune da ogni peccato grave;
- la possibilità di divorziare civilmente e risposarsi con un'altra persona, e di vivere un secondo matrimonio, senza incorrere nel peccato mortale di adulterio;
- la capacità di possedere la piena conoscenza di una legge divina, e tuttavia di infrangerla volontariamente in una materia importante, senza ricadere in uno stato di peccato mortale;
- la tesi secondo cui una persona, mentre obbedisce alla legge divina, può peccare contro Dio in virtù di quella stessa obbedienza;
- la possibilità di compiere atti sessuali all'interno di un matrimonio civile che siano moralmente deprecati e quando una o entrambe le parti siano già vincolate ad un matrimonio sacramentale con un altro coniuge;
- l'affermazione secondo cui la legge divina rivelata o i principi della legge morale naturale non proibiscono assolutamente alcuni comportamenti come oggettivamente gravi e illegittimi;
- amministrare l'Eucaristia a persone divorziate e risposate con altri; amministrare l'assoluzione confessionale a persone divorziate e risposate in assenza del loro pentimento.

## Firmatari
L'elenco dei firmatari include:
- Mons. Rene Henry Gracida – vescovo emerito di Corpus Christi;
- Mons. Bernard Fellay – allora Superiore Generale della Fraternità sacerdotale San Pio X;
- don Robert Brucciani – superiore distrettuale della FSPPX per la Gran Bretagna e la Scandinavia;
- Mons. Antonio Livi – teologo;
- Roberto de Mattei – storico;
- Enrico Maria Radaelli – filosofo;
- Guy Pagès – sacerdote diocesano;
- Andrew Pinsent – direttore di ricerca del Centro Ian Ramsey per la scienza e la religione presso l'Università di Oxford;
- John-Henry Westen – ex candidato per il New Reform Party dell'Ontario;
- Martin Mayer – scrittore;
- Gerard J. M. van den Aardweg – redattore europeo dell'Empirical Journal of Same-Sex Sexual Behavior;
- Christopher Ferrara – presidente e fondatore dell'Associazione degli avvocati cattolici americani;
- Ettore Gotti Tedeschi – ex presidente dell'Istituto per le Opere di Religione (IOR), professore di etica all'Università Cattolica del Sacro Cuore di Milano;
- Martin Mosebach – scrittore e saggista;
- John Rao – professore associato di storia, St. John's University di New York; presidente del Roman Forum;
- Joseph Shaw – docente di filosofia morale, St Benet's Hall di Oxford;
- Balázs Déri – filologo classico.

## Reazioni
Il Segretario di Stato Vaticano, il cardinale Pietro Parolin, ha risposto, dichiarando che coloro che non erano d'accordo con il Papa erano invitati a dialogare con la Chiesa e a trovare un'intesa reciproca.
Mariano Fazio, vicario generale dell'Opus Dei, ha asserito che la pubblicazione del documento era stata un errore e che i firmatari "avevano dato scandalo all'intera Chiesa".